# Edmund Dantès
Edmund Dantès – postać fikcyjna, główny bohater powieści Hrabia Monte Christo pióra Aleksandra Dumasa ojca. Znany też jako hrabia Monte Christo, ksiądz Abbie Busoni, lord de Wilmore, Sindbad Żeglarz, Monsieur Zaccone oraz agent firmy Thomson i French. Młody marynarz zdradzony przez ludzi, których uważał za przyjaciół. Skazany na dożywocie na podstawie fałszywych oskarżeń, zbiegł po czternastu latach z więzienia, by odnaleźć skarb ukryty na wyspie Monte Christo, o którym opowiedział mu jego towarzysz niedoli, ksiądz Faria. Dzięki odnalezieniu skarbu powrócił po latach jako bogaty arystokrata, by dokonać wyrafinowanej zemsty na ludziach, którzy go skrzywdzili.

## Pierwowzór
Postać Edmunda Dantèsa autor oparł na istniejącym naprawdę człowieku nazwiskiem François Picaud. Dowiedział się o jego życiu z dzieła Wspomnienia wydobyte z archiwów paryskiej policji J. Peucheta – opowieść o panu Picaud była zawarta w rozdziale Diament zemsty. Francois Picaud miał się w roku 1807 ożenić z zamożniejszą od siebie Marguerite Vigoroux. Jednak trzech jego znajomych, którym opowiedział o swoich życiowych planach, z zazdrości napisali na niego anonimowy donos oskarżając w nim Picauda o to, że jest on angielskim szpiegiem. Francois został za to wtrącony do więzienia w twierdzy Fenestrelle, gdzie spędził 7 lat. Przez ten czas opiekował się współwięźniem, ciężko chorym włoskim prałatem. Duchowny zmarł, przed śmiercią mówiąc swemu kompanowi o skarbie ukrytym w Mediolanie. Picaud uciekł z więzienia i w roku 1814 odnalazł skarb. Następnie powrócił do Paryża jako Joseph Lucher. Tam dowiedział się o tym, dlaczego został uwięziony i kto do tego doprowadził. Odkrył również, że jego dawna narzeczona wyszła za głównego donosiciela – szynkarza Loupiana. Przeszedł do niego na służbę i jako służący doprowadził jego rodzinę do bankructwa, przy okazji zabijając dwóch współautorów donosu – Chambarda i Solariego. Pierwszego z nich zgładził wbijając mu w serce nóż z napisem „Numer 1”. Drugiego otruł i przykrył czarną tkaniną z napisem „Numer 2”. Jako trzeciego zabił samego Loupiana, ale nie wiedział o tym, że był jeszcze czwarty donosiciel – Allut, który dokładnie obserwował poczynania mściciela. I tej samej nocy zamordował Picauda, a następnie zbiegł do Anglii. Na krótko przed śmiercią opowiadał całą tę historię pewnemu katolickiemu duchownemu z upoważnieniem przekazania jej francuskiej policji.

## Zdolności
Z pomocą księdza Farii Edmund Dantès zdobył ogromną wiedzę oraz wiele umiejętności, bardzo mu później przydatnych w życiu. Doskonale potrafił posługiwać się językami obcymi: angielskim, włoskim, greckim, starą greką oraz arabskim. Mówił w tych językach nie tylko płynnie, ale i z odpowiednim akcentem. Prócz tego doskonale orientował się w historii, geografii, chemii, biologii, teologii, matematyce i wielu innych dziedzinach. Potrafił również doskonale przebierać się i ucharakteryzować na daną postać, którą właśnie udawał. Jego również niewątpliwą zdolnością jest to, iż doskonale umiał prowadzić życie pod kilkoma postaciami naraz i nigdy nie został zdemaskowany.

## Cechy charakteru
Postać ta stworzona przez Aleksandra Dumasa jest postacią niezwykle dynamiczną i stosunkowo zmienia się w czasie trwania akcji powieści. Można by podzielić jego charakter na cztery osobowości kolejno po sobie następujące:
1. Edmund Dantès – (czyli przedział wiekowy 19-33 lat) młody marynarz pełen ufności i miłości do świata. Dobry, życzliwy, rzetelny pracownik firmy Morrel i syn, zdolny i utalentowany żeglarz. Kochający ojca, narzeczoną i morze. Nie spodziewa się, że ktokolwiek może go nienawidzić i chcieć go zniszczyć. Wydaje mu się, że wszyscy powinni cieszyć się razem z nim jego szczęściem. Przeżywa bolesne rozczarowanie, gdy odkrywa, że jest inaczej. W więzieniu popada w apatię, zamyka się w sobie, o mało nie traci też zmysłów. Dzięki pomocy księdza Farii znajduje znowu sens życia. Stawia sobie cele i je realizuje. Potem jako przemytnik jest wciąż taki sam jak zawsze, czyli lojalny i uczciwy wobec kompanów, choć też i nieco nieufny. Ostrożnie podchodzi do sprawy skarbu, boi się o skradzenie go lub przehulania przez załogę Panny Amelii. Młody, biedny, naiwny i skrzywdzony człowiek, który zawinił jedynie tym, że wiernie wykonywał swoje obowiązki i nie był zbyt czujny, by zauważyć, że ma wrogów. Niekiedy bywa narwany. Nie umie wymyślić odpowiedniego sposobu zemsty na swoich wrogach, właściwie to jeszcze jej nie planuje.
2. Pan Zaccone – (czyli Edmund po znalezieniu skarbu. Przedział wiekowy 33-ok. 36 lat). To człowiek, którego los okrutnie skrzywdził. Chce za wszelką cenę dowiedzieć się kto i po co to zrobił. Gdy to odkrywa, jest rozgoryczony, ale jeszcze nie dyszy żądzą zemsty. Chce najpierw nagrodzić tych, którzy byli mu w trudnych chwilach lojalni. Odważnie dąży do tego celu. Nie brak mu sprytu i przebiegłości, potrafi wcielać się już w księdza Busoniego i lorda de Wilmore oraz agenta firmy Thomson i French, zaczyna również powoli kształtować osobowość Sindbada Żeglarza. Dokładnie i szczegółowo przeprowadza plan ratowania od bankructwa i śmierci pana Morrela, nie zapomina o jego rodzinie, którą kocha jak swoją. Jest jednocześnie bardzo przygnębiony oraz rozgoryczony tym, co go spotkało. Podróżując po świecie pogłębia swoją wiedzę. Zwiedzając świat Orientu powoli zaczyna dostrzegać panującą tam bezwzględność i zaczyna ją sobie przyswajać. Uczy się też zasad, jakie kierują zemstą. Zaczyna powoli rozumieć, że w świecie należy być drapieżnikiem, by nie być ofiarą. Powoli przedzierzga się w bezwzględnego wobec swoich wrogów hrabiego Monte Christo. Wciąż jeszcze pomaga ludziom potrzebującym – jak Hayde czy Ali, robi to częściowo z chęci zemsty (zasada „Ci ludzie mogą być użyteczni”), lecz przede wszystkim dlatego, że czuje się im bliski poprzez cierpienia, których doznali.
3. Hrabia Monte Christo – (czyli dojrzały emocjonalnie pan Zaccone pozbawiony złudzeń. Przedział wiekowy ok. 36-42 lat). To już prawdziwy anioł zemsty i sprawiedliwości, bicz Boży, miecz pański spadający na karki grzeszników. Uważa siebie za nadczłowieka, sługę Boga wysłanego przez Niego do wypełnienia Jego woli. Bezwzględny wobec wrogów, ale wciąż litościwy, serdeczny i lojalny wobec przyjaciół. Nie ufa już praktycznie nikomu (poza Jacopowi i Hayde), ma lekki wstręt do kobiet. Nawdychał się wystarczająco mocno atmosfery orientu, by nauczyć się w tym świecie poruszać. Jest też Sindbadem Żeglarzem, hojnym sponsorem przemytników i bandytów Luigiego Vampy. Pozyskuje sobie tych ludzi, którzy mogą być mu użyteczni. Jest cierpliwy, nie spieszy się z zemstą. Wie, że ma na nią mnóstwo czasu, a poza tym chce ją dobrze zaplanować. Dokładnie osacza swoich wrogów, zdobywa ich zaufanie i niszczy jednego po drugim. Nie ma przy tym najmniejszych skrupułów. Bezwzględnie zadaje ciosy swoim wrogom. Nie robi tego jednak osobiście, gdyż nie chce sobie brudzić rąk. Jako narzędzia zemsty służą mu brudy jego przeciwników wyciągnięte na światło dzienne. Nie waha się nawet pozbawić życia potomków swoich wrogów idąc za tekstem z Biblii, iż za błędy ojców dzieci mają ponosić winę. Jest dumny, nieco próżny, cierpliwy i stateczny, praktycznie niezniszczalny. Doskonale posługuje się tak bronią biała jak bronią palną. Uwielbia operę, jest wręcz melomanem. Popisuje się swoją odmiennością np. przychodzi na przedstawienie do opery dopiero w trakcie II aktu czy też świadomie wypowiada się na temat fascynacji ludzkimi torturami, umiejętności zaśnięcia w loży podczas przedstawienia czy choćby swoimi znajomościami w półświatku. Nie boi się niczego. Hayde jest dla niego bardzo ważna, lecz nie tylko jako narzędzie zemsty, ale również jako jego wychowanka (choć świadomie przy wszystkich nazywa ją swoją niewolnicą). Roztacza niczym ojciec opiekę nad rodzinę Morrelów. Bije z jego oblicza prawdziwa pańskość. Każdy jego rozmówca czuje przed nim mniejszy lub większy respekt. Nie spoufala się z nikim, nie szuka przyjaciół ani miłości. Wciąż jeszcze przebiera się za postacie księdza Busoni i lorda de Wilmore, ale już o wiele rzadziej niż dotychczas – praktycznie robi to tylko po to, aby zmylić swoich wrogów.
4. Edmund Dantès hrabia Monte Christo – (czyli hrabia po wewnętrznych refleksjach. Przedział wiekowy 42 lata-??). Jest niemalże taki sam jak poprzedni hrabia Monte Christo. W przeciwieństwie jednak do niego zaczyna spuszczać z tonu i nie wywyższać się. Powoli też zaczyna odczuwać swoją nicość. Zastanawia się, czy jego zemsta ma sens, choć nie umie z niej zrezygnować, zbyt wiele bowiem wycierpiał. Jednakże powoli wyznacza sobie granice postępowania i wiernie się ich trzyma. Nie chce już mścić się na dzieciach swoich wrogów. Rozumie, że ci młodzi ludzie nic mu nie zawinili. Udaje mu się uratować Walentynę de Villefort, a także połączyć ją z jej ukochanym Maksymilianem Morrelem. Zaczyna również odwzajemniać uczucie, jakim darzy go Hayde. Nie jest już okrutny, czuje współczucie do Villeforta, który został ośmieszony i stracił bliskich, a także do Danglarsa, którego nie umie już zamorzyć głodem, jak wcześniej planował. Jest dobry, życzliwy i serdeczny. Chętnie poświęca się działalności charytatywnej. Nie czuje do nikogo żalu ani nie robi nikomu wyrzutów. Symbolicznie odziera się z maski dawnego hrabiego Monte Christo – oddaje resztę swego skarbu oraz swe dwa domy Walentynie i Maksymilianowi. Chciałby umrzeć, gdyż nie widzi po zakończeniu zemsty sensu istnienia. Znajduje go jednak przy szczerze w nim zakochanej Hayde. Mimo początkowych wątpliwości zaufał jej i razem z nią wyjeżdża na Wschód. Czuje bowiem, że i dla niego jest nadzieja na lepsze, spokojne życie u boku ukochanej kobiety. Życie, o jakim zawsze marzył, a jakie mu odebrano. I które na pewno zostanie mu teraz dane. Jego życiowym mottem staje się przysłowie Czekać i nie tracić nadziei.

## Wrogowie hrabiego Monte Christo
1. Kacper Caderousse – krawiec-pijak, a potem oberżysta, świadek pisania donosu na Edmunda, czemu się nie przeciwstawił (był pijany). Potem nie wstawił się za aresztowanym Dantèsem. Po latach to on powiedział księdzu Busoniemu, kto i jak zniszczył Edmunda, w zamian za co otrzymał diament ogromnej wartości. Mógł dzięki niemu rozpocząć dostatnie życie, jednak nie zrobił tego i zszedł na złą drogę. Stał się złodziejem, mordercą i szantażystą. Przyłapany przez Busoniego na próbie obrabowania domu hrabiego zrozumiał, że przegrał. Hrabia co prawda darował mu życie, ale Caderousse zginął z ręki szantażowanego przez siebie Benedetta.
2. Fernand Mondego, hrabia de Morcerf – rybak kataloński, mściwy i porywczy. Zakochany do szaleństwa w swojej kuzynce Mercedes (ukochanej Edmunda) skorzystał z okazji i zaniósł na pocztę napisany przez Danglarsa donos na Dantèsa. Potem poślubił Mercedes, przy okazji robiąc karierę w wojsku francuskim – jednakże zrobił ją (podobnie jak i majątek) w nieuczciwy sposób: szpiegując dla Anglików pod Waterloo, potem zaś zdradzając i zabijając Ali Paszę (na dworze którego był emisariuszem), zaś jego żonę i córkę sprzedając w niewolę. Hrabia wydał te wszystkie tajemnice na światło dzienne. Pozbawiony honoru i opuszczony przez żonę i syna Fernand popełnił samobójstwo strzelając sobie w głowę.
3. Gérard de Villefort – prokurator królewski, syn bonapartysty Noirtiera. To on badał sprawę Edmunda oskarżonego o bonapartyzm. Chciał go początkowo wypuścić, ale zmienił zdanie, gdy odkrył, że list od Napoleona, jaki Dantès miał przekazać jego agentowi, był adresowany do pana Noirtiera. Bojąc się śledztwa i wykrycia pokrewieństwa z nim Villefort dla ratowania własnej kariery i honoru swego nazwiska zniszczył list, a Edmunda wysłał na dożywocie do więzienia If. Oprócz tego do jego zbrodni zaliczyć można próbę zamordowania poprzez zakopanie żywcem w ogrodzie swego nieślubnego dziecka (owoc romansu z Herminią de Nargonne, późniejszą żoną Danglarsa). Monte Christo ujawnił te wszystkie fakty, a oprócz tego umożliwił trucicielską działalność żonie de Villeforta. To wszystko sprawiło, iż Villefort postradał zmysły i resztę życia spędził w szpitalu dla wariatów.
4. Danglars – nieznany z imienia buchalter na statku „Faraon”, nienawidzący Edmunda za względy, jakimi go darzył pracodawca, pan Morrel. To on był pomysłodawcą donosu na Edmunda, a oprócz tego osobiście go napisał. Potem zaczął robić karierę, został bankierem i baronem. Jako mąż i ojciec nie spisał się w żaden sposób, obchodziły go tylko pieniądze. Za sprawą działalności Monte Christa Danglars zbankrutował i został ośmieszony (chciał wydać córkę za Benedetta, zbiegłego galernika i nieślubnego syna Villeforta). Uciekł do Włoch, gdzie jednak został uwięziony przez wiernych hrabiemu włoskich bandytów. Miał zostać zamorzony głodem (taki los spotkał ojca Edmunda), lecz ostatecznie Dantès puścił go wolno – żywego, lecz pozbawionego środków do życia.

## Życiorys

### Młodość i uwięzienie
Edmund Dantès urodził się około roku 1796 (akcja powieści zaczyna się w roku 1815, a bohater ma wtedy dziewiętnaście lat). Od roku 1811 pracował w firmie „Morrel i syn” na statku „Faraon”. Dorobił się na tej służbie stanowiska II oficera – czym doprowadził do zazdrości buchaltera Danglarsa, liczącego bezskutecznie na awans. Oprócz tego zakochał się z wzajemnością w Mercedes Herrera, katalońskiej rybaczce (poznanej w 1812 roku), wzbudzającym tym samym zazdrość zakochanego w niej do szaleństwa kuzyna Mercedes – Fernanda Mondego. Podczas jednej z podróży w roku 1815 dowodzący „Faraonem” kapitan Leclere zmarł na zapalenie mózgu. Przed śmiercią przekazał ostatnie polecenie Edmundowi – nakazał mu objąć dowodzenie nad statkiem oraz wręczył pakiet listów. Dantès miał popłynąć na Elbę (gdzie przebywał uwięziony ex-cesarz Francji Napoleon Bonaparte) i wręczyć ten pakiecik marszałkowi dworu Napoleona – generałowi Bertrandowi. W razie gdyby marszałek wręczył mu w zamian inny list, Dantès miał go doręczyć zgodnie ze wskazówkami. Edmund nie przeczuwając niczego złego polecenie wykonał – przekazał pakiecik i otrzymał za niego list do pana Noirtiera w Paryżu. Powróciwszy do Marsylii złożył raport panu Morrelowi, swemu pracodawcy. Piotr Morrel pogratulował Edmundowi wiernego wykonania rozkazów i oznajmił mu, że w następnym rejsie to właśnie on zostanie kapitanem „Faraona”. Uradowany Dantès pobiegł do ojca, gdzie spotkał szewca Kacpra Caderousse’a, który pogratulował mu awansu. Potem odwiedził Mercedes i wybrał się z nią na spacer. Oboje dostrzegli siedzących w oberży Danglarsa, Fernanda oraz Caderousse’a. Danglars coś pisał – zakochani jednak nie mieli pojęcia, że to donos na Edmunda oskarżający go o bonapartyzm. Następnego dnia w oberży „Pod Flaszą i Dzwonem” odbyły się zaręczyny Edmunda i Mercedes. Zostały one jednak przerwane zjawieniem się żandarmów i aresztowaniem Edmunda. Chłopak został postawiony przed obliczem zastępcy prokuratora generalnego, Gérarda de Villeforta. Mężczyzna chciał go wypuścić, ale zmienił zdanie zobaczywszy adres na kopercie listu od Napoleona. Był to adres pana Noirtiera, ojca Villeforta. Chcąc uniknąć ujawnienia tego faktu (co mogłoby zaszkodzić mu w karierze) zastępca prokuratora spalił list, po czym nakazał aresztować Edmunda i wtrącić go zamku d'If na oddalonej na morzu wyspie d’If. Dantès, gdy odkrył, gdzie jest wieziony, próbował wyskoczyć z łodzi, ale został ogłuszony i po chwili wrzucony do celi.

### Pobyt w twierdzy d'If
Bohater w więzieniu spędził siedem długich lat pogrążony w marazmie i apatii. Początkowo awanturował się, żądał rozmowy z naczelnikiem i wysłania listu do Marsylii. Nic mu to jednak nie dało, za awantury zaś przeniesiono go do lochów, gdzie został numerem 34. Nadzieję przyniosła mu dopiero wizyta inspektora generalnego wizytującego i sprawdzającego więzienia. Inspektor wzruszył się losem Dantèsa i chciał mu pomóc. Zmienił jednak zdanie, gdy przeczytał osobistą notatkę Villeforta na temat Edmunda – było w niej napisane, że Edmund jest szczególnie niebezpiecznym więźniem politycznym. Dantès został więc sam powoli popadając w szaleństwo. Siedem lat po swoim uwięzieniu (rok 1822) usłyszał skrobanie za ścianą. Okazało się, że to więzień numer 27 próbuje wykopać tunel. Więźniem tym był Włoch, ksiądz Abbie Faria. Edmundowi udało się z nim skontaktować i Faria dokopał się do jego celi. Ksiądz był zawiedziony, że (jak odkrył) kopie tunel w złym kierunku, ale Edmund szybko pomógł mu znaleźć właściwy. Młodzieniec chciał, by odtąd obaj razem szykowali podkop, lecz Faria zrezygnował z tego pomysłu, gdy sobie uświadomił, że będzie musiał podczas ucieczki zabić strażnika, czego za nic w świecie nie chciał zrobić. Dantès i Faria spędzali więc czas na rozmowach. Ksiądz nauczył marynarza wszystkiego, co umiał, a oprócz tego pomógł Edmundowi zrozumieć, kto go zdradził i dlaczego. Edmund żył już teraz tylko żądzą zemsty. Po kilku latach znajomości z księdzem udało mu się namówić go do wspólnej kontynuacji kopania tunelu. We dwóch drążyli tunel, jednak gdy ten był już prawie gotowy, Faria zaczął chorować na apopleksję. Nakazał Edmundowi zasypać wyprodukowany przez nich tunel, po czym opowiedział mu o skarbie na wyspie Monte Christo. Kilka dni później Faria umarł. Dantès z rozpaczą przyjął śmierć człowieka, którego przez siedem lat pokochał jak ojca. Postanowił jednak uciec. Kiedy strażnicy zawinęli ciało Farii w całun pogrzebowy Edmund rozwinął go, przeniósł ciało księdza do swojej celi, sam zawinął się w całun i czekał. Spodziewał się, że zostanie zakopany jako zmarły, po czym z łatwością wydostanie się z grobu. Nie wiedział, że cmentarzem zamku d'If było morze. Odkrył to w chwili, kiedy strażnicy wyrzucili go z murów zamku do wody. Przerażony zareagował na to odkrycie krzykiem zdradzając tym samym swój plan. Jednakże szybko odzyskał panowanie nad sobą i sprawnie uwolnił się z całunu, po czym wypłynął na powierzchnię morza. Był nareszcie wolny.

### Przemytnicy i skarb
Dantès uwolniwszy się długo płynął w stronę lądu. Udało mu się dostać na jakąś wysepkę, gdzie był świadkiem zatonięcia nieznanego mu okrętu podczas sztormu. Następnego dnia, kiedy przepływał tam przemytniczy statek „Panna Amelia”, Dantès dostał się na jego pokład podając się za rozbitka ze statku, który wczoraj zatonął. Kontrabandziści szybko odkryli prawdę, gdy usłyszeli strzał armatni z zamku d'If (oznaczający ucieczkę więźnia), jednak zbytnio ich to nie obeszło. Dantès był doświadczonym marynarzem, więc przyjęli go do załogi. Edmund dowiedział się od nich, że obecnie jest rok 1829, więc on sam spędził w więzieniu czternaście lat. Przez jakiś czas służył na „Pannie Amelii” zaprzyjaźniając się z załogą, a najbardziej z przemytnikiem o imieniu Jacopo. Podczas jednego rejsu doszło do strzelaniny z celnikami i Edmund został postrzelony, na szczęście nie groźnie. Kilkakrotnie przemytnicy zatrzymywali się na wyspie Monte Christo (była ona ich tajną bazą), Edmund jednak nie zdobył się na wydobycie skarbu. Ostatecznie podczas jednej z wizyt na wyspie udał, że skręcił nogę polując na kozice. Namówił załogę, by pozostawiła go na lądzie i wróciła po niego, gdy zakończy rejs. On sam zaś miał tu zostać, wykurować się i poczekać na nich. Mimo protestów ze strony przemytników, którzy bali się o swego kompana, ostatecznie zrobiono tak, jak Edmund postanowił. Następnie bohater za pomocą wskazówek Farii odnalazł skarb – była to skrzynia podzielona na trzy części: w jednej były złote monety, w drugiej sztaby złota, w trzeciej małe diamenty o ogromnej wartości. Edmund zabrał kilkanaście diamentów, po czym gdy statek po niego wrócił popłynął z przemytnikami do Marsylii. Tam wysiadł na ląd i poprosił Jacopa o odnalezienie Ludwika Dantèsa (swego ojca) i Mercedes. Wiadomości przyniesione przez przyjaciela nie były jednak pomyślne: Ludwik Dantès nie żył, a Mercedes zniknęła. Edmund zakupił więc jacht, który podarował Jacopowi, który z kolei ofiarował mu swoje usługi. Następnie Edmund kazał zbudować sobie swój własny statek, na pokładzie którego ukrył skrzynię ze skarbem. Następnie wyrobił sobie nowy paszport na nazwisko lorda de Wilmore, bogatego Anglika. Postanowił odnaleźć swoich przyjaciół i wrogów.

### Nagroda dla sprawiedliwych
Edmund przebrał się w mnisi habit i przybrawszy nazwisko Włocha Abbie Busoniego udał się do oberży Kacpra Caderousse’a. Przedstawił się jako spowiednik zmarłego Edmunda Dantèsa i wykonawca jego ostatniej woli, czyli przekazania diamentu do podziału najbliższym przyjaciołom Edmunda. Caderousse skuszony pięknym diamentem opowiedział Busoniemu wszystko, co wie o tej sprawie oraz o tym, co spotkało denuncjatorów oraz przyjaciół Dantèsa. Denuncjatorzy zyskali – Danglars zrobił wielki majątek, został baronem i bankierem. Fernand Mondego zrobił karierę i majątek na wojnie, poślubił Mercedes (która urodziła mu syna Alberta) oraz został generałem i hrabią – teraz nosi nazwisko de Morcerf. Przyjaciele Edmunda skończyli zaś marnie – Ludwik Dantès umarł z głodu, zaś Piotr Morrel poparł w ruinę finansową. Busoni słysząc to zostawił Caderousse’owi diament, biorąc od niego w podziękowaniu sakiewkę z inicjałami pana Morrela. Była to sama sakiewka, którą pan Piotr Morrel ratował Ludwika Dantèsa (oddając mu w niej swoje skromne oszczędności), a która potem dostała się w ręce Caderousse’a. Potem Edmund udał się do generalnego inspektora więziennictwa. Podając się za lorda Wilmore wykupił od niego wszystkie weksle pana Morrela. Inspektor za tak wielką sumę, za jaką Edmund kupił weksle, pozwolił mu przejrzeć dokumenty powierzone jego opiece. Jeden z nich – list Danglarsa donoszący o bonapartyzmie Edmunda – rzekomy lord zabrał ze sobą. Później postanowił ratować pana Morrela. Dowiedziawszy się o jego kłopotach finansowych i zatonięciu okrętu „Faraon” wraz z całym ładunkiem, Edmund zapłacił za odbudowę tego statku oraz wysłanie go swemu dawnemu pryncypałowi wraz z całym towarem, który Morrel stracił. Następnie Dantès umożliwił spłatę długów byłemu pracodawcy odwiedzając go jako przedstawiciel firmy Thomson i French i dając mu trzy miesiące na uregulowanie należności, po czym wręczył jego córce Julii Morrel list od siebie samego. W liście tym przedstawił się jako Sindbad Żeglarz i nakazał dziewczynie za trzy miesiące odwiedzić mieszkanie pod wskazanym przez siebie adresem (było to mieszkanie Ludwika Dantèsa). Julia polecenie wypełniła – w mieszkaniu znalazła sakiewkę z inicjałami ojca, w której był piękny diament o ogromnej wartości oraz spłacone wszystkie weksle Piotra Morrela. Dodatkowo statek „Faraon” odbudowany, z nową załogą i całym towarem wszedł właśnie do portu marsylskiego. Edmund dokonawszy tego wszystkiego wrócił na jacht Jacopa i wraz z nim odpłynął na Wschód. Na chwilę jeszcze zatrzymał się w kraju, bo dowiedział się, iż Caderousse popełnił z powodu ofiarowanego mu diamentu zbrodnię – zabił bankiera, któremu chciał sprzedać klejnot. Złapany i aresztowany miał pójść na gilotynę, lecz ostatecznie wyrok śmierci zamieniono na dożywotnie galery. W sprawę zamieszany był też Korsykanin Giovanni Bertuccio, który znalazł się w trakcie zabijania bankiera w niewłaściwym miejscu o niewłaściwym czasie. Edmund postarał się o jego uwolnienie.

### Podróż po świecie
Edmund Dantès postanowił ostatecznie porzucić swoje prawdziwe nazwisko. Dotarł do Włoch, gdzie dowiedział się o pewnym zmarłym człowieku nazwiskiem Zaccone. Za pomocą odpowiednich operacji pieniężnych Dantès przyjął jego nazwisko, a także zakupił wyspę Monte Christo i nabył tytuł hrabiego. Odtąd miał być znany jako hrabia Monte Christo. Na swojej wyspie udzielał niejeden raz schronienia swoim dawnym kompanom z bandy przemytników – w zamian za co otrzymywał nie tylko ich lojalność, ale i również udział w zyskach. Jaskinię na wyspie, gdzie znalazł skarb, przerobił na miejsce rodem z Księgi tysiąca i jednej nocy, gdzie nieraz ucztował jako Sindbad Żeglarz i raczył się haszyszem. Jego podróż po świecie trwała dziewięć lat. Przez ten czas poznał zagraniczne obyczaje, zwłaszcza orientalne. Jednego razu wykupił za cenę strzelby oraz pięknego sztyletu od sułtana młodego Murzyna, którego sułtan skazał za naruszenie kobiet w haremie na obcięcie języka, ręki i głowy. Monte Christo zdołał ubłagać sułtana, by poprzestał jedynie na języku, po czym oddał Murzyna jemu. Murzyn ów o imieniu Ali stał się wiernym sługą hrabiego. Podczas dalszej hrabia Monte Christo podróży dowiedział się o tragicznej śmierci Ali Tebelina (zwanego też Ali Paszą), pasza i wezyra Janiny, który podczas powstania Greków o niepodległość wspierał ich, czym naraził się sułtanowi, który wydał na niego wyrok śmierci. Wykonał go francuski emisariusz pełniący służbę na dworze Ali Tebelina – był nim Fernand Mondego, którego Ali Pasza obdarzył niemalże ojcowską miłością. Fernand nie tylko zdradził i osobiście zabił Ali Tebelina, lecz również sprzedał w niewolę jego córkę o imieniu Hayde. Monte Christo wykupił ją z niewoli za cenę pięknego szmaragdu i obiecał jej pomoc w zemście na mordercy jej ojca. Dziewczyna szybko polubiła swojego wybawcę, a nawet się w nim zakochała. Hrabia jednak nie zwracał na to większej uwagi. Na razie.

### Przygoda we Włoszech
W roku 1838 Monte Christo zawitał ponownie we Włoszech. Przybył do Rzymu na karnawał. Tam również wybrał się wicehrabia Albert de Morcerf ze swoimi przyjaciółmi. Jeden z nich, baron Franz d’Epinay, postanowił popłynąć na wyspę Monte Christo, by zapolować na kozice. Przemytnicy pochwycili go tam i zabrali przed oblicze Sindbada Żeglarza, który ugościł go hojnie i poczęstował haszyszem, następnie wypuścił wolno. Niedługo potem hrabia Monte Christo zaoferował się Albertowi, Franzowi i reszcie towarzystwa, że użyczy im swego powozu i swego balkonu do podziwiania uroczystości na czas karnawału. Franz rozpoznał w nim Sindbada Żeglarza, czemu hrabia bynajmniej nie zaprzeczył. By bardziej szokować ludzi pokazywał się w operze razem z Hayde – ludzie zaś brali ich za wampira ze swoją orientalną kochanką. W międzyczasie hrabia pozyskał sobie pomoc słynnego włoskiego bandyty Luigiego Vampy. Pochwycił jego i jego ludzi, ale darował im wszystkim życie. W ten sposób rozpoczęła się ich przyjaźń. Monte Christo postawił warunki – Vampa będzie mu służył, a także nie wolno mu napadać ani na niego, ani za tych ludzi, których hrabia uzna za swoich przyjaciół. Herszt bandytów oczywiście wyraził na to zgodę. Nieco później hrabia Monte Christo potajemnie skontaktował się z Luigim Vampą w ruinach amfiteatru i obiecał mu pomoc w uwolnieniu jednego z jego ludzi – młodego Pepina, skazanego na śmierć przez publiczne tortury. Mimowolnym świadkiem tej rozmowy był Franz d’Epinay, zachował ją jednak dla siebie. Za pomocą przekupstwa Peppino został uwolniony, za co Vampa całkowicie już oddał swoje usługi hrabiemu. Wkrótce potem w jego ręce wpadł Albert de Morcerf. Vampa zażądał okupu. Franz pojechał do hrabiego i poprosił go o pomoc. Monte Christo zgodził się dołożyć się do okupu, lecz d’Epinay ujawnił mu, że słyszał jego rozmowę z Vampą i zasugerował, że na pewno hrabia zna lepszy sposób uwolnienia Alberta. Monte Christo więc pojechał z nim w Katakumby Św. Sebastiana, gdzie mieli kryjówkę bandyci i porozmawiał z Vampą wyjaśniając mu, że wicehrabia de Morcerf jest od niedawna jego przyjacielem, więc jako taki jest nietykalny. Vampa oczywiście wypuścił swego więźnia, zaś hrabia w zamian za ten chwalebny czyn został zaproszony do domu Alberta. Miała się ona odbyć za miesiąc w Paryżu. Droga więc do wrogów hrabiego Monte Christo stała otworem.

### Polowanie na wrogów
Dokładnie co do sekundy o wyznaczonej porze zjawił się w Paryżu u wicehrabiego Alberta de Morcerf hrabia Monte Christo. Zawarł tam znajomość z jego znajomymi, w tym Maksymilianem Morrelem, który był synem dawnego pracodawcy Edmunda. Oprócz tego hrabia miał okazję zaznajomić się z państwem de Morcerf. Jednak ku jego wielkiemu zaskoczeniu Mercedes po dwudziestu trzech latach rozpoznała swego niedoszłego męża. Zachowała jednak ten fakt dla siebie. Monte Christo mógł więc działać spokojnie. Kupił dom na Polach Elizejskich, następnie założył sobie konto w banku Danglarsa, a dzięki bankowi „Thomson i French” wyrobił sobie również możliwość brania nieograniczonego kredytu u swego adwersarza, z czego natychmiast skorzystał biorąc u niego pożyczkę na pięć milionów franków. Potem dowiedziawszy się, że Danglars chce sprzedać bardzo narowisty zaprzęg swojej żony kupił go. Jednakże pani Herminia Danglars była strasznie przywiązana do owego zaprzęgu i nie pochwalała tej transakcji. Monte Christo więc grzecznościowo zwrócił cały zaprzęg bez żądania zań zapłaty i do tego dodając do uprzęży kilka diamentów. Zyskał tym wielką wdzięczność pani Danglars, która natychmiast wypożyczyła zaprzęg swej dobrej przyjaciółce, Heloizie de Villefort (drugiej żonie Villeforta). Hrabia musiał wejść i do tego domu. Zaczaił się więc przed swą posiadłością z Alim, który na jego polecenie sobie tylko znanym sposobem spłoszył konie, którymi jechała Heloiza z synkiem Edwardem, a następnie wskoczył na powóz i uspokoił wierzchowce. Hrabia zaś ocucił omdlałego chłopca kroplą brucyny. Pani de Villefort była niezwykle wdzięczna swemu wybawcy i zaprosiła go do siebie na salony. Podczas jednej z takich wizyt hrabia wybadał dokładnie atmosferę w domu prokuratora generalnego. Domyślił się, że Heloiza planuje zabić pasierbicę Walentynę (córkę Villeforta z pierwszego małżeństwa), by całą schedę przejął jej syn Edward, którego Heloiza urodziła Villefortowi. Monte Christo postanowił więc to kobiecie umożliwić ofiarując jej brucynę, która w małej dawce była lekiem, a w większej trucizną, a także opowiadając jej o słynnych trucicielkach. Później hrabia wykupił drugi dom w Auteil, gdzie również na jakiś czas zamieszkał. Jednocześnie jako ksiądz Busoni ponownie spotkał Giovanniego Bertuccia. Dał mu list polecający do hrabiego Monte Christo (czyli siebie samego). Gdy Bertuccio przybył już do rzekomego hrabiego, ten uczynił go swoim intendentem. Kiedy jednak zaprowadził go do domu w Auteuil, ten przeraził się bardzo. Naciskany przez hrabiego opowiedział mu mroczną historię, jaka się tu wydarzyła – okazało się, że swego czasu Villefort, kiedy owdowiał, miał romans z młodą wdową Herminią de Nargonne (obecną żoną Danglarsa). Owocem tego romansu było dziecko, chłopiec. Zaraz po narodzinach Villefort wmówił kochance, że dziecko było martwe, po czym wsadził je do skrzyni i zakopał żywcem w ogrodzie. Świadkiem tego był Bertuccio, który wykopał dziecko i ocucił je, a następnie wychował wraz z wdową po swym bracie. Chłopiec o imieniu Benedetto jednakże zszedł na złą drogę, a w końcu zamordował swą przybraną matkę i uciekł. Monte Christo postanowił i tę historię wykorzystać do własnych celów. Jako lord de Wilmore wybrał się do Tulonu, gdzie było najcięższe więzienie i postój dla galerników. Odnalazł tam Benedetta. Skontaktował się z nim, po czym umożliwił mu ucieczkę posyłając chleb z pilnikiem. Oprócz Bedenetta uciekł również przebywający w tym więzieniu Caderousse, ale de Wilmore nie przejął się tym zbytnio. Ofiarował chłopakowi list polecający do hrabiego Monte Christo (czyli do samego siebie), a następnie jako ksiądz Busoni odnalazł we Włoszech utracjusza, majora Bartolomeo Cavalcanti. Jemu dał podobny list, a następnie, gdy obaj panowie znaleźli się w Paryżu, udali się do hrabiego Monte Christo. Ten zaś powiedział Benedettowi, że jest on wicehrabią Andreą de Cavalcanti, na dowód przedstawiając mu jego rzekomego ojca. Następnie oznajmił majorowi, że zaopiekuje się jego „synem” i wprowadzi go na paryskie salony, a także w imieniu „ojca” będzie wypłacać chłopakowi comiesięczną rentę. Rzekomi ojciec i syn nic z tej szopki nie rozumieli, ale przystali na te warunki.

### Przygotowania do zemsty
Hrabia miał już w rękach wszystkie atuty przeciwko swoim wrogom. Postanowił jednak jeszcze nie atakować. Ponieważ oni zapraszali go do siebie, teraz on ich zaprosił na przyjęcie do domu w Auteuil. Tam pokazał im dom, a także opowiedział rzekomą historię, że podczas przekopywania ogrodu jego ludzie znaleźli skrzynię ze szkieletem noworodka. Pani Daglars zareagowała na tę wiadomość omdleniem, zaś Villefort zbladł. Wiedział bowiem, iż hrabia kłamie – sam niedługo po zakopaniu skrzyni przekopał ogród w jej poszukiwaniu (bał się bowiem, że to niezbyt bezpieczne miejsce i chciał ją przenieść gdzie indziej), lecz jej nie znalazł. Skoro więc hrabia im to wszystko powiedział, to oznacza, że zna ich tajemnicę i pragnie użyć wobec nich szantażu, albo też napawać się lękiem dawnych kochanków, jaki wynikał ze świadomości, iż ktokolwiek o tym wie. Villefort postanowił dowiedzieć się czegoś o hrabim Monte Christo. Nie mógł jednak nikogo wysłać – nikomu bowiem nie dowierzał. Sam więc się przebrał za policyjnego detektywa, po czym wyruszył na poszukiwania. Hrabia dowiedział się o nich i jako ksiądz Busoni oraz lord de Wilmore wprowadził prokuratora generalnego w błąd twierdząc, że Monte Christo to Włoch nazwiskiem Zaccone, utracjusz, który dorobił się majątku w Indiach. Villefort wrócił do domu uspokojony. Tymczasem państwo de Morcerf, którzy nie mogli być na przyjęciu u hrabiego w Auteuil, zaprosili go do siebie razem z Andreą de Cavalcantim. Podczas przyjęcia Mercedes zauważyła, że hrabia niczego u nich nie je i nie pije – był to arabski zwyczaj polegający na tym, że nie je się i nie pije niczego w domu swojego wroga. Podeszła do hrabiego i próbowała go poczęstować czymkolwiek, hrabia jednak ciągle się wymawiał. Dawni narzeczeni rozmawiali ze sobą jak starzy znajomi i jednocześnie obcy sobie ludzie. Tymczasem w hrabi Monte Christo wciąż wiernie kochała się Hayde, co nie omieszkała mu parę razy wyznać. Hrabia jednak radził jej, by pokochała kogoś młodszego i lepszego, on bowiem nie nadaje się do miłości. Dziewczyna jednak nie chciała ustąpić i wierzyła, że uda się jej osiągnąć swój cel. Monte Christo oprócz zemsty na wrogach planował również roztoczenie opieki nad Maksymilianem Morrelem, jego młodszą siostrą Julią i jej mężem Emanuelem. Często ich odwiedzał rozkoszując się panującą w domu młodych ludzi atmosferą miłości rodzinnej i ciepła. Odkrył u nich również sakiewkę, w której był diament ogromnej wartości. Julia wyjaśniła mu, że tym diamentem ocalono jej śp. pamięci ojca od bankructwa i samobójczej śmierci. Teraz jednak, gdy wiedzie im się o wiele lepiej, wykupili diament i chcą go zwrócić tajemniczemu Sindbadowi Żeglarzowi. Wzruszony hrabia nie powiedział im, że osoba, której szukają, stoi przed nimi.

### Zemsta cz. I – Kacper Caderousse
Kacper Caderousse odnalazł Benedetta i zaczął go szantażować. Żądał oddawania mu co miesiąc z renty Benedetta pewnej sumy pieniędzy, jednakże po pewnym czasie to mu już nie starczyło i zażądał więcej. Benedetto uknuł więc szatański plan. Pomógł mu dostać się do domu hrabiego Monte Christo, by Caderousse mógł go obrabować. Wcześniej jednak o wszystkim powiadomił hrabiego, który jako ksiądz Busoni zjawił się i przyłapał złodzieja na gorącym uczynku. Wymusił na nim napisanie listu do Danglarsa z wiadomością, że Andrea de Cavalcanti, który ma się niedługo żenić z córką barona, to Benedetto, zbiegły z galer więzień. Caderousse podpisał to, ale bojąc się, że ksiądz chce go wydać policji, rzucił się na rzekomego mnicha z nożem. Na szczęście Monte Christo miał pod habitem kolczugę. Mimo wielkich chęci zabicia go na miejscu postanowił sobie nie brudzić rąk i puścił bandytę wolno. Pod murem zaś czekał Benedetto, który kilkakrotnie zatopił w piersi swojego szantażysty nóż, a następnie uciekł. Caderousse wyjąc z bólu zawołał na pomoc Busoniego. Ten zaś ujawnił mu po cichu na ucho swe prawdziwe nazwisko. Przerażony Caderousse skonał. Hrabia zaś powiedział mrocznym głosem „Pierwszy”.

### Zemsta cz. II – Fernand Mondego
Hrabia pewnego dnia odwiedził Danglarsa, któremu mimowolnie naraił jako kandydata na męża dla córki wicehrabia Andreę de Cavalcanti. Wcześniej jednak panna Eugenia Danglars miała wyjść za Alberta de Morcerf. Hrabia zapytał o przyczyny zmiany tej decyzji, na co baron mu odpowiedział, że gardzi panem de Morcerf. Dlaczego? Bo chociaż obaj (on i hrabia de Morcerf) nie są arystokratami z pochodzenia, to jednak on może o sobie powiedzieć, że nazywa się Danglars. Pan hrabia już nie może powiedzieć o sobie, że nazywa się de Morcerf, bo jego prawdziwe nazwisko Mondego. Wspomina również o wyprawie Fernanda na Janinę. Monte Christo poprosił bankiera, czy nie może sprowadzić więcej informacji na ten temat. Niczego nie podejrzewający bankier zrobił to, zaś hrabia Monte Christo (anonimowo, rzecz jasna) umieścił te dane w gazecie przyjaciela Alberta, pana Alfonsa de Beauchamp. Wszyscy dowiedzieli się więc, że oficer o imieniu Fernand zdradził Alego Paszę i osobiście go zamordował. Choć nie podano nazwiska tego oficera wszyscy wiedzieli, o kogo chodzi. Fernand musiał stanąć przed Izbą Parów i bronić swego honoru. Udałoby mu się to, gdyby nie Hayde, która zjawiła się na sali posiedzeń i powiedziała kim jest oraz że rozpoznaje zabójcę swego ojca. Fernand był w takim szoku, że nawet nie protestował. Izba Parów uznała go winnym, co ukazało się w gazecie. Wściekły Albert chciał w pojedynku bronić honoru ojca. Najpierw wyzwał Alfonsa, który te wiadomości opublikował. Potem Danglarsa, który te wiadomości sprowadził. Gdy jednak dowiedział się, że wiadomości te dał do gazety nie kto inny, lecz hrabia Monte Christo, wściekły pojechał do opery (gdzie hrabia często bywał), sprowadził wszystkich swoich przyjaciół i głośno krzycząc publicznie wyzwał hrabiego na pojedynek. Monte Christo wyzwanie przyjął z solidnym zamiarem zabicia zuchwalca. Wrócił do domu i zaczął ćwiczyć strzelanie do kart. Wówczas odwiedziła go Mercedes, która teraz przyznała się mu, że rozpoznała w nim Edmunda Dantèsa i przyszła go błagać o litość nad jej synem. Monte Christo z początku zapierał się tego, kim jest, jednak szybko zrezygnował z tego, po czym na pytanie, za co ich prześladuje, pokazał kobiecie list Danglarsa, który denuncjował go jako bonapartystę, a który Fernand zaniósł na pocztę. Mercedes zrozumiała już powody zemsty dawnego ukochanego. Mimo wszystko błagała go dalej o litość dla swojego syna. Edmund ustąpił i postanowił, że zamiast zabić Alberta sam da się mu zastrzelić. Po wyjściu Mercedes napisał swój testament, w którym opiekę nad Hayde powierzył Maksymilianowi Morrelowi. Następnie rozmówił się z samą Hayde i pożegnał ją od siebie. Potem udał się na Pola Marsowe (gdzie miał odbyć się pojedynek) ze swymi sekundantami – Maksymilianem i Emanuelem. Do walki jednak nie doszło, gdyż Mercedes o wszystkim opowiedziała synowi, ten zaś zjawił się na Polach Marsowych z przeprosinami. Hrabia przyjął je i wrócił z przyjaciółmi do domu. Po drodze rozmówił się z Maksymilianem od którego dowiedział się, że kocha on z wzajemnością Walentynę de Villefort. Wiadomość ta przeraziła hrabiego, gdyż on tę dziewczynę przeznaczył na stracenie. Postanowił zmienić swój dotychczasowy plan. Wrócił do domu, gdzie wkrótce potem odwiedził go Fernand. Wściekły na syna, że ten nie bił się za jego honor chciał sam o niego walczyć. Najpierw jednak zapytał, za co hrabia go tak prześladuje. Wówczas Edmund pokazał mu się w dawnym marynarskim ubiorze i powiedział swe nazwisko. Hrabia de Morcerf zszokowany wrócił do siebie, gdzie dowiedział się o tym, że żona i syn uciekli od niego. Zrozpaczony popełnił samobójstwo strzelając sobie w głowę. Na wieść o jego śmierci Monte Christo powiedział potem „Drugi”.

### Zemsta cz. III – Gérard de Villefort
Zaopatrzona w brucynę pani de Villefort otruła kolejno państwa de Saint-Meran (rodziców pierwszej żony Villeforta), zadbawszy przedtem o to, by ci zapisali majątek wnuczce. Następnie próbowała otruć pana Noirtier, który jednak przeżył atak, gdyż od dawna zażywał brucynę jako lek na paraliż. Ostatecznie jednak to zabójstwo okazało się nie być konieczne. Kolejną ofiarą była Walentyna, lecz i tej udało się przeżyć dzięki dziadkowi, który potajemnie kazał jej dodawać do jedzenia coraz większe dawki brucyny i w ten sposób ją również uodpornił na truciznę. Pani de Villefort nie miała jednak zamiaru zrezygnować. Postanowiła użyć silnego narkotyku. Tym razem jednak wtrącił się w tę sprawę hrabia Monte Christo. Jako ksiądz Busoni wynajął sąsiedni dom, po czym odwiedził tajnym przejściem w nocy Walentynę i ostrzegł ją o intrygach macochy. Dał dziewczynie środek, który wprowadził ją w stan pozorowanej śmierci, jednocześnie zadbawszy o to, by pani de Villefort nie usunęła dowodów swej zbrodni i wszyscy wiedzieli, że to jej sprawka. Dziewczyna wyglądała na nieżywą. Jej ojciec i ukochany wpadli w czarną rozpacz. Maksymilian chciał się zastrzelić, na szczęście Monte Christo pobiegł za nim, wyłamał drzwi do jego gabinetu i w ostatniej chwili wyrwał chłopakowi broń z ręki. Gdy młodzieniec zapytał, jakim prawem on to robi, hrabia powiedział mu kim jest i że to on ocalił jego ojca od upadku. Maksymilian radośnie powiadomił o tym Julię i Emanuela oraz obiecał hrabiemu zaczekać z samobójstwem aż do października. Hrabia bowiem na ten miesiąc zaplanował coś specjalnego dla swojego podopiecznego. Tymczasem Villefort nie miał wątpliwości, że jego żona jest trucicielką. Powiedział jej, że wie o wszystkim, ale nie oskarży jej publicznie bojąc się skandalu, jaki by z tego niewątpliwie wyniknął. Zamiast tego pozwoli jej odejść z godnością – miała ona wypić brucynę, kiedy on pojedzie na proces sądzonego za zabicie Caderousse’a Benedetta. Mimo błagań żony nie okazał litości. Prokurator jednak na procesie otrzymał kolejny, poważny cios. Przed procesem bowiem chłopaka odwiedził Bertuccio, który na rozkaz hrabiego wręczył mu dokumenty poświadczające jego prawdziwe pochodzenie. Wszyscy się dowiedzieli, że młody skazaniec jest nieślubnym synem Villeforta, którego ten chciał zakopać żywcem w ogrodzie. Villefort nie mogąc znieść tego ciosu przyznał się do wszystkiego, po czym wrócił do domu, chcąc powstrzymać żonę przed tym, co jej nakazał. Spóźnił się jednak – Heloiza już nie żyła, wcześniej jednak podała brucynę ich synowi Edwardowi. Chłopiec również zmarł. Chwilę później zjawił się Busoni, który ujawnił swe prawdziwe nazwisko i powód swej zemsty. Villefort pokazał mu otrutą żonę i syna, a potem zapytał, czy hrabia Monte Christo wystarczająco nasycił się swoją zemstę, następnie całkowicie straciwszy zmysły zaczął rozkopywać ogród w poszukiwaniu swego zakopanego dziecka. Tego samego dnia odwieziono go do szpitala dla wariatów. Hrabia powiedział „Trzeci” jednocześnie czując, że tym razem przesadził.

### Zemsta cz. IV – Danglars
Hrabia od dawna szykował zniszczenie największego winowajcy ze wszystkich. Najpierw założył u niego konto, a następnie wprowadził podstępem Danglarsa w błąd, który przyczynił się do jego upadku. Kochanek żony Danglarsa, pan Lucjan Debray, widząc wielkie inwestycje hrabiego w hiszpańskie obligacje, doniósł o tym kochance, a ta mężowi. Danglars sporo więc w nie zainwestował. Monte Christo wówczas odwiedził telegrafistę, po czym za pomocą sowitej łapówki przekonał go, by ten nadał fałszywy telegram o tym, iż Don Carlos uciekł z więzienia i już w Marsylii wybuchło wspierające go powstanie. Oznaczałoby to, że Danglars zainwestował w wojnę domową. Przerażony bankier, dowiedziawszy się o tym szybko zaczął sprzedać hiszpańskie obligacje, niektóre nawet za pół darmo, sporo na tym tracąc. Następnego dnia zaś wyszło na jaw, że wiadomość o rewolcie w Hiszpanii była fałszywa. Obligacje hiszpańskie znowu skoczyły w górę i to nawet wyżej, a straty Danglarsa były o wiele większe. Do tego stracił on zaufanie sporej części swej klienteli. Chcąc załatać dziurę w swoim budżecie nakazał córce wyjście za mąż za pana wicehrabiego Andreę de Cavalcanti (nie wiedząc, że to nie tylko zbiegły galernik, ale i jej przyrodni brat). Dziewczyna uległa namowom ojca, choć niechętnie. Jednakże podczas ceremonii zaręczyn hrabia Monte Christo pokazał list Caderousse’a, w którym ujawniona była tożsamość swego podopiecznego. Benedetto słysząc to uciekł, lecz szybko został złapany i postawiony przed sądem, gdzie zdołał ośmieszyć swego ojca, prokuratora Villeforta. Jednakże i Danglars był skończony. Nie dość, że okazał się być niewypłacalny i tracił raz za razem klientów, to jeszcze próbował wydać córkę za kryminalistę. Nie mówiąc już o tym, że panna Eugenia dowiedziawszy się o tym, uciekła w męskim przebraniu wraz ze swą przyjaciółką i nauczycielką muzyki Ludwiką d’Armilly, by rozpocząć karierę artystyczną. Te wszystkie skandale naraz wykończyły Danglarsa, który spłacał wszystkich klientów, których zdołał, po czym zagrabiwszy ile się da pieniędzy – a konkretnie to 5 milionów franków (była to suma przeznaczona na szpitale i sierocińce) uciekł do Rzymu. Chciał szybko sprzedać papiery wartościowe, jakie posiadał, zanim zostanie ujawnione, że te papiery nic nie są warte. Kiedy to zrobił postanowił opuścić Rzym, ale wpadł w ręce bandy Luigiego Vampy, która na polecenie hrabiego Monte Christo uwięziła bankiera w Katakumbach Św. Sebastiana i kazała mu płacić za jedzenie dla siebie bajońskie sumy. Danglars spędził tak trzy dni powoli tracąc wszystko, co miał. Ostatecznie jednak zjawił się hrabia Monte Christo, który ujawnił się Danglarsowi jako Edmund Dantès. Powiedział również, że zgodnie z jego planem Danglars miał umrzeć z głodu jak ojciec Edmunda, jednak on teraz darowuje mu jego winy. Hrabia ugościł swego wroga, a następnie puścił wolno – osiwiałego i żywego, choć pozbawionego środków do życia. Dalsze losy Danglarsa są nieznane. Hrabia dokonawszy tego wszystkiego powiedział „Czwarty”, po czym stwierdził, że jego zemsta dobiegła końca.

### Wycofanie się w nicość
Hrabia Monte Christo stwierdził, że wykonał swoje zadanie i nie widzi już dla siebie miejsca na świecie. Najpierw oczywiście z pomocą Bertuccia wyciągnął Walentynę de Villefort z rodzinnego grobowca, ocucił ją antidotum na swój lek, po czym zabrał na wyspę Monte Christo i oddał pod opiekę Hayde. Potem odwiedził wyspę d’If i zamkniętą już od jakiegoś czasu twierdzę d'If, w której dowiedział się swojej własnej historii. Powodowany tęsknotą zajrzał do swojej celi oraz celi Farii. Za drobną zapłatą zabrał z niej książkę, którą pisał Faria na swoich koszulach – hrabia postanowił ją opublikować. Wreszcie po raz ostatni zajrzał do Marsylii, do dawnego domu Mercedes. Zastał tam swoją niedoszłą żonę. Oboje nie umieli już być ze sobą. Hrabia tylko wręczył dawnej ukochanej sporą sumę pieniędzy i umożliwił jej zamieszkanie w domu swego ojca, gdzie kobieta miała lepsze warunki życia. Dowiedział się od niej również, że Albert porzucił nazwisko de Morcerf i przyjął panieńskie nazwisko – Herrera, by potem wstąpić do spahisów i wyjechać do Algierii. Hrabia pożegnał się z nią i odszedł. Następnie 5 października zabrał ze sobą na wyspę Monte Christo Maksymiliana Morrela. Oboje rozmówili się na temat sensu życia. Hrabia zapytał, czy młodzieniec dalej chce się zabić. Kiedy ten oznajmił, że bez ukochanej nie umie żyć, Monte Christo zaproponował mu wspólne otrucie się. Obaj zażyli dwie pastylki zawierające rzekomo truciznę. Naprawdę jednak był to haszysz – hrabia chciał ocalić chłopaka. Po zażyciu narkotyku panowie upoili się nim. Następnie na wezwanie hrabiego z ukrycia wyszły Hayde i Walentyna. Obie panie rzuciły się w ramiona swoich mężczyzn i wyznały im miłość. Maksymilian odzyskał sens życia. Również znalazł go i Edmund Dantès. Hayde po raz kolejny zapewniła go o swojej miłości. Hrabia poczuł się szczęśliwy i postanowił zostać z kobietą, która go kocha i będzie mu wierna. Chwilę później oboje wsiedli na statek i odpłynęli na Wschód. Maksymilianowi i Walentynie pozostawionym na wyspie Monte Christo Jacopo przekazał list od hrabiego, w którym ten prosi ich, by przyjęli od niego obydwa jego domu (ten na Polach Elizejskich i ten w Auteuil) oraz resztę skarbu. W liście żegnał się z nimi zostawiając im swoją maksymę Czekać i nie tracić nadziei, która, według niego, jest lekarstwem na wszelkie nieszczęścia.

## Dalsze losy hrabiego
Co prawda Aleksander Dumas dokładnie i wyraźnie ukazał zakończenie losów hrabiego – czyli wyjazd na Wschód z ukochaną Hayde, to jednak powstało kilka kontynuacji jego dzieła. Pierwsza z nich to powieść Martwa ręka (inny jej tytuł to Upadek hrabiego Monte Christo). Jest ona autorstwa F. Le Prince’a, który rzekomo wzorował się na pozostawionych przez Dumasa notatkach.
Inną kontynuacją dzieła Dumasa jest powieść francuskiego współczesnego pisarza François Taillandiera Pamiętniki hrabiego Monte Christo. W tej powieści poznajemy dokładnie losy hrabiego opowiadane z jego własnej perspektywy, ale prócz wydarzeń znanych z powieści Dumasa dowiadujemy się również, co się działo w międzyczasie trwania akcji powieści (czyli czemu hrabia tak długo zwlekał ze swoją zemstą) oraz to, co się działo potem. Większa część powieści to wspomnienia hrabiego opowiadane Alfonsowi de Beauchamp i uzupełnione przez opowieść Hayde. Reszta powieści to wspomnienia Alfonsa. Z nich też dowiadujemy się, że (w przeciwieństwie do tego, co napisał Dumas) Hayde wyszła za… Alberta de Morcerfa, w którym była zakochana. Hrabia Monte Christo ciężko to przeżył, pogrążał się świadomie w apatii i szukał cierpienia poprzez np. romans z artystką operową, którą potem porzucił. Później Edmund oddaje się działalności charytatywnej, walce o połączenie się księstw włoskich (pomaga mu w tym Luigi Vampa) oraz zagranicznym podróżom. Podczas jednej z nich na Kaukazie roku 1857 spotyka Danglarsa, który wynajmuje ludzi, by napadli na hrabiego. Podczas tej napaści bohater zostaje postrzelony. Rana nie jest groźna, jednakże Monte Christo bagatelizuje ją, wskutek czego rana zostaje przeziębiona, wdziera się w nią zakażenie i na skutek tego Edmund Dantès umiera. Zostaje pochowany obok ojca, Ludwika Dantèsa. Na jego pogrzebie zjawili się jedynie Hayde, Jacopo, Albert i Alfons. Potem zjawiła się na chwilę również Mercedes. Powieść ta również ma pesymistyczny wymiar.
Istnieją jeszcze inne, liczne i sprzeczne ze sobą kontynuację powieści Dumasa i nie wykluczone, że powstanie ich jeszcze więcej, co może wskazywać na to, iż postać Edmunda Dantèsa fascynuje po dziś dzień.